# Kitty Kat (Lied)
Kitty Kat ist ein Song der US-amerikanischen Contemporary-R&B-Sängerin Beyoncé aus ihrem zweiten Musikalbum B’Day (2006). Das Lied wurde von Beyoncé Knowles, Pharrell Williams, Miriam Makeba, Shawn Carter, und Chad Hugo geschrieben. Kitty Kat ist ein Midtempo-R&B-Lied, das davon handelt, was passiert, wenn der Partner einen unterschätzt.
Kitty Kat wurde nicht als Single veröffentlicht, aber einige amerikanische R&B-Radiosender spielten den Titel. Dadurch gelangte es in die amerikanischen Hot.R&B/Hip-Hop-Songs-Charts, in denen es im Mai 2007 mit Platz 66 seine Höchstplatzierung erreichte. Die Regie zum nur eine Minute langen Musikvideo übernahm Melina Matsoukas zusammen mit Knowles. Es erschien auf Knowles Videoalbum B’Day Anthology Video Album (2007) und diente als Intro zum Song Green Light (2007).

## Hintergrund
Kitty Kat wurde in den Sony Music Studios in New York City und den Record Plant Studios in Los Angeles aufgenommen. Das Lied wurde von Knowles, Pharrell Williams, Miriam Makeba, sowie Shawn Carter geschrieben und von The Neptunes, Williams und Chad Hugo produziert. Letzterer beteiligte sich auch an der Produktion von Green Light (2007). Jason Goldstein mixte Kitty Kat zusammen mit Steve Tolle. Zum Lied selbst sagte Knowles auf MTV: „[Kitty Kat] ist [ein] sehr sexuelles [Lied], es spricht über einem Mann, welcher die ganze Nacht mit seinen Kollegen abhängt und dich zu Hause versauern lässt. Und du denkst so: das brauche ich nicht. Es ist Zeit zu gehen“. Das Lied erschien bereits vor dem Albumrelease zusammen mit dem Titel Freakum Dress auf der Website des Rap-Up-Magazins.

## Musikalisches und Inhalt
Laut der Website Musicnotes.com von EMI Music Publishing ist Kitty Kat ein ruhiges R&B-Lied. Das fast vier Minuten lange Lied wurde im Notenschlüssel D geschrieben. Das Tempo des Liedes besteht aus 78 Schlägen pro Minute, dabei reicht Knowles Stimmumfang von der Note G3 bis C5. Spence D von IGN Music fielen die langsameren Titel wie Kitty Kat schon in mehreren Produktionen der The Neptunes auf. Jim DeRogatis von der Chicago Sun-Times verglich das Lied mit „Whitney Houstons Balladen.“ Andy Kellman von Allmusic sagte, das Kitty Kat auch ein Titel von der Sängerin Kelis sein könnte.
Im Lied empfindet die weibliche Protagonistin, das ihr Liebhaber sie vernachlässigt und unterschätzt. Dies wird bereits zum Beginn des Liedes in den ersten Textzeilen deutlich: „You know I hate sleepin[g] alone, but you said that you will soon be home. But baby, that was a long time ago.“ (Übersetzt etwa: „Du weißt, ich hasse es alleine zu schlafen und du sagtest, du würdest gleich heim kommen. Aber das ist schon lange her.“) Im Verlauf des Liedes wundert sich die weibliche Protagonistin: „What about my body, body?/You don’t want my body, body.“ (in etwa: „Was ist mit meinem Körper? Du willst meinen Körper nicht.“) Laut Sal Cinquemani vom Slant Magazine, „reißt“ sich die Protagonistin zusammen und verlässt den Mann, welcher kein Interesse mehr für sie verspürt, das zeigt der Chorus: „Let’s go, little kitty kat / I think it’s time to go / He don’t want you anymore.“ („Los, kleines Kätzchen, Ich denke es ist Zeit zu gehen, er will dich nicht mehr“). Eb Haynes vom AllHipHop Magazin meint, dass Kitty Kat alle Jungs davor warnen soll, dass sie ebenso rastlos werden können.

## Rezeption

### Kritik
Kitty Kat erhielt generell eher wohlwollende Kritiken. Eb Haynes vom AllHipHop Magazin beschrieb Kitty Kat als einen verführerischen Song. Norman Mayers vom Prefix Magazin hob das Lied in seinem Albumreview ebenfalls hervor. Spence D. von IGN Music bezeichnete Kitty Kat als einen der vier besten Liedern des Albums und fügte hinzu, dass das ruhigere Lied dem Album zugutekommt, da es etwas das Tempo herausnehme und es Knowles erlaube ihren Klargesang einzusetzen. Zudem würde der Titel einen verträumten Klang transportieren und sehr sinnlich wirken. Andy Kellman von Allmusic beschrieb Kitty Kat als einen „trügerisch süßen, regenbogen-farbigen Titel“. Beyonce würde auf dem Titel wie eine schnurrende Katze agieren, während sie auf dem est des Albums eher ihre Klauen zeige. Jon Pareles von der The New York Times bezeichnete den Lied als „süß“. Sal Cinquemani vom Slant Magazin fiel auf, dass Kitty Kat zum Ende des Albums hin der einzige „Midtempo“-Titel. Thomas Inskeep vom Stylus Magazin sagte, dass Kitty Kat eine typische Produktion von The Neptunes sein. Er lobte die „passende R&B-Keyboard-Melodie“.
Phil Harrison von Timeout dagegen sagte, dass sich Kitty Kat trotz seines Climax etwas kraftlos anhören würde. Mike Joseph von PopMatters war nicht vom Lied beeindruckt und kritisierte es als trostlos. kitty Kat sei eine völlige Verschwendung von vier Minuten. Pharrell Williams, welcher das Lied mit produziert hat, habe seine beste Zeit seit zwei Jahren hinter sich. Dave de Sylvi von Sputnikmusic schrieb: „Pharrells anderer Beitrag zum Album ist das bedauerlich normale ‚Kitty Kat‘, ein langsames Lied, dass glauben lässt, dass Pharrell nur Lieder nach seinem eigenen Geschmack produziert.“

### Chartplatzierungen
Obwohl Kitty Kat nicht als Single veröffentlicht wurde, debütierte das Lied in der Woche zum 5. Mai 2007 auf Platz 96 der amerikanischen Hot-R&B/Hip-Hop Songs Charts. In der nächsten Woche sprang das Lied auf Platz 66, was seine Höchstposition blieb. Insgesamt verbrachte das Lied 8 Wochen in den R&B-/Hip-Hop-Charts, zudem stieg das Lied im Juli 2007 nach einer Woche Pause wieder in die Charts ein.

## Musikvideo
Die Regie zum Musikvideo von Kitty Kat führte Melina Matsoukas zusammen mit Knowles. Das Musikvideo wurde nur für Knowles’ Videoalbum B’Day Anthology Video Album gedreht. Es war das erste Musikvideo von insgesamt acht, die Knowles innerhalb von zwei Wochen für das Videoalbum drehte. Das Musikvideo zu Kitty Kat ist nur eine Minute lang und dient als Intro beziehungsweise Vorspann zum Musikvideo von Green Light. Das Musikvideo zu Kitty Kat wurde innerhalb weniger Stunden gedreht. Zum Konzept des Musikvideos sagte Knowles:

„Wir hatten ein riesiges Spielzeugkätzchen [im Musikvideo], das so süß war! Ich musste vortäuschen, dass die Katze echt war, da das Musikvideo vor einer Greenscreen-Leinwand gedreht wurde – Ich war auf einer riesigen hölzernen Kuh und die Techniker kreierten daraus dieses niedliche Kätzchen. Ich nutzte Leoparden-Makeup, einen Leoparden-Catsuit und die Ketten, um eine menschliche Katze darzustellen. Ich mag Katzen wirklich sehr …“

Matsoukas erzählte, dass die Zusammenarbeit mit den Katzen sehr schwierig war. Sie erzählte MTV: „Diese Katzen waren die wirklichen Diven am Set. Die waren völlig durchgeknallt. Wir hatten zwar Tiertrainer, aber Katzen kann man eigentlich nicht wirklich trainieren.“ Um den Effekt hinzubekommen, dass Knowles auf der Katze tanzt, nutzte Matsoukas eine riesige Plastikkuh mit einer schwarzen Decke als Umrandung für das Gestell, auf dem Knowles tanzte. Ursprünglich sollte das Musikvideo noch länger werden und Knowles sollte noch mehr Outfits tragen. Das Musikvideo beginnt mit einem Kamerablick auf Knowles Gesicht, sie trägt das Leoparden-Makeup. In manchen Szenen des Musikvideo sieht man, wie Knowles mit einem riesigen pinken Wollknäuel spielt und mit der riesigen Katze. Das Musikvideo endet nach einer Minute, wenn Knowles die Katze mit einer goldenen Kette aus dem Blickfeld führt, danach beginnt direkt das Musikvideo zu Green Light.

## Mitwirkende
Die folgenden Personen wirkten an der Entstehung des Lieds Kitty Kat mit:
| - Songwriting: Beyoncé, Pharrell Williams, Miriam Makeba, Shawn Carter - Gesang: Beyoncé Knowles | - Toningenieur: Jim Caruana, Geoff Rice, Rob Kinelski, Andrew Coleman - Assistenz: Jason Goldstein, Steve Tolle - Produktion: The Neptunes, Beyoncé Knowles, Pharrell Williams, Chad Hugo |